# Jakobín

Jakobín (« Le Jacobin ») opus 84 (B.189) est un opéra en trois actes d'Antonín Dvořák sur un livret de Marie Červinková-Riegrová. Il est créé à Prague le 12 février 1889 sous la direction d'Adolf Čech.

## Distribution
| Rôle                                    | Voix      | Première, 12 février 1889 (chef d'orchestre : Adolf Čech) |
| --------------------------------------- | --------- | --------------------------------------------------------- |
| Comte Vilém de Harasov                  | basse     | Karel Cech                                                |
| Bohuš, son fils                         | baryton   | Bohumil Benoni                                            |
| Julie, femme de Bohus                   | soprano   | Berta Foersterová-Lautererová                             |
| Benda, maitre d'école et musicien       | ténor     | Adolf Krössing                                            |
| Terinka, sa fille                       | soprano   | Johanna "Hana" Cavallerová-Weisová                        |
| Jiří, un jeune garde-chasse             | ténor     | Karel Veselÿ                                              |
| Filip, chef de la seigneurie du comte   | basse     | Vilém Heš                                                 |
| Adolf, le neveu du comte                | baryton   | Václav Viktorin                                           |
| Lotinka, le gardien des clés du château | contralto | Ema Maislerová-Saková                                     |

## Argument
En Bohème sous la révolution française, alors que le fils d'un comte est absent de son pays, son cousin en profite pour le discréditer en le faisant passer pour un révolutionnaire jacobin afin de le faire déchoir de ses droits héréditaires. Lorsqu'il revient, il s'active pour être rétabli dans ses droits aidé par l'instituteur Benda et finalement son cousin est déshérité.

## Discographie
- Le chœur d'enfants Cantilena, l'Orchestre philharmonique de l'état de Brno dirigé par Jiri Pinkas avec Karel Prusa, Vaclav Zitek, René Tucek, Supraphon.

## Source
- John Warrak, Harold Rosenthal, Guide de l'opéra, éd.Fayard 1986 p.397